# نوعي الرومي
نوعي الرومي هو يحيى بن علي بن نصوح، المعروف بنوعي الرومي من علماء المسلمين في القرن العاشر الهجري.

## تعريف
قاضٍِ وباحث ومهتم بعلوم تفسير القرآن، ولي قضاء العسكر، وعهد إليه بتعليم أبناء السلطان مراد أحد سلاطين الدولة العثمانية، وكان شاعرا بالتركية، من كبار كتابها.

## مصنفاته
له عدة كتب وشروح باللغة العربية منها: 
- محصل المسائل الكلامية
- متن في علم الكلام
- شرح تعليم المتعلم
- شرح الرسالة القدسية للفناري
- تفسير سورة الملك
- حاشية على هياكل النور
- رسالة في الفرق بين مذهبي الأشعرية والماتريدية

وله عدة مصنفات وأشعار باللغة التركية منها:
- شرح دوبيت المثنوي
- ديوان منشآت
- ديوان شعر

بالإضافة إلى كتابه فصوص الحكم الذي ترجمه للعربية وسماه نتائج الفنون.

## وفاته
توفي سنة 1007 هجري الموافق 1599 ميلادي.